# Afrički divlji magarac
Afrički divlji magarac (afrički magarac, divlji magarac, lat. Equus (Asinus) africanus), je vrsta iz porodice konja (Equidae) kojoj pripada i njegov njegov domesticirani oblik pravi ili domaći magarac. Vrlo je sličan azijskom magarcu, ali ima i dovoljno razlika, da azijskog nazivaju još i "polumagarcem". Afrički magarac je vrsta od koje se razvio domaći magarac, a za razliku od njega, azijski vjerojatno nije bio nikad domesticiran. Magarci unutar porodice konja čine poseban podrod Asinus.

## Podvrste
- Equus asinus africanus Fitzinger, 1857 Nubijski divlji magarac
- Equus asinus atlanticus Thomas, 1884 izumrli atlaski divlji magarac †
- Equus asinus somalicus P. L. Sclater, 1885 somalijski divlji magarac
- Equus asinus f. asinus Linnaeus, 1758 domaći magarac

## Obilježja
Dužina tijela afrčkog magarca može doseći 200 cm. U ramenima je prosječno visok 125 cm, dok mu je dužina repa 45 cm. Težak je oko 250 kg. S leđne strane boja krzna mu je sivo smeđe obojeno, a ljeti može poprimiti crvenkasti odsjaj. Trbušna strana im je svjetlija, gotovo bijela. Većina jedinki ima tamnu leđnu prugu, a noge su im ponekad prugaste. Griva im je tanka i uspravna, a rep završava čuperkom.
Kao kod svih konja, tako i kod ovih magaraca noge završavaju jednim kopitom. Njihova kopita prilagođena su kamenoj podlozi, i pored toga sigurnosti hodanja, više nego brzini. Izdužena su i uža nego kod drugih predstavnika ove porodice.

## Rasprostranjenost i životna sredina
Prvotno područje nastanjivanja ove vrste obuhvaćalo je čitavu Sjevernu Afriku (od Maroka do Somalije) i Arapski poluotok (od Mezopotamije do Jemena). Još u vrijeme Rimskog carstva nestali su iz velikih dijelova tih područja. Brojnost im je neprekidno opadala od pretjeranog lova, uništavanja staništa, miješanjem s podivljalim domaćim magarcima ali i prenošenjem bolesti s domaćih na divlje magarce. Danas živi još samo nekoliko stotina jedinki na području sjeverne Afrike (Etiopija, Eritreja, Džibuti i Somalija). Staništa su im suha, brežuljkasta do brdovita područja s uglavnom kamenitim tlom.
Za razliku od ovih, podivljali domaći magarci rasprostranjeni su širom svijeta. Pored prvobitnih područja koja je nastanjivao afrički divlji magarac, ovi podivljali nastanjuju brojne druge zemlje, kao na primjer Australiju i Sjedinjene Američke Države.

## Način života
Afrički divlji magarci su pretežno aktivni u sumrak i noću. Od kasnog popodneva pa do jutra su u potrazi za hranom, dok za vrijeme dnevnih vrućina miruju. Žive u skupinama s promjenjivim sastavom, među odraslim jedinkama ne postoje trajne veze. Prosječna skupina sastoji se od oko 5 jedinki, a teritorij im može obuhvaćati do 19 km2.
Kao i svi konji, i afrički magarci su biljojedi. Na prvom mjestu hrane se travom, no jedu i suho i trnovito pustinjsko raslinje. Pare se u kišnom razdoblju, a nakon 12 mjeseci skotnosti ženka donosi na svijet u pravilu jedno mladunče.

## Afrički magarac i ljudi

### Domesticiranje
Afrički magarac je izvorni oblik domaćih magaraca. Domesticiranje je počelo vjerojatno oko 4000 godina pr. n. e. u Egiptu, a nešto kasnije i u Mezopotamiji. Pobliže o tome u članku o domaćem magarcu.

### Ugroženost
Kao što je već ranije rečeno, afrički divlji magarci su još davno nestali iz svojih prirodnih staništa. U novije vrijeme afrički divlji magarci živjeli su u Etiopiji, Eritreji, Somaliji i Sudanu. Pored toga, jedno malo krdo ovih životinja uveženo je u jedno zaštićeno područje u Izraelu. Još 1980ih ukupan broj afričkih divljih magaraca procjenjen je na oko 1000 jedinki, no od tada je dramatično smanjen. Zbog građanskog rata u Somaliji su vjerojatno sasvim istrijebljeni, a u Etiopiji i Sudanu su vjerojatno tik pred istrijebljenjem. Jedino u Eritreji je još koliko toliko stabilna populacija od oko 400 jedinki.

## Vernakularni nazivi
Magarci si na južnoslavenskom govornom području poznati pod raznim lokalnim dijalektalnim nazivima među kojima je oćeniti naziv magarac i varijanta magare), a ostali su tovar (mladunće je pule), kenjac (ženka je kenja), osao, osel, sivac, ugota.
Magarca su spominjali brojni hrvatski književnici osobito u krajevima gdje je igrao važnu ulogu u seoskim poslovima, kao u Dalmaciji. Svoje mjesto ima i u brojnim šalama a njegovo ime postaje sinonim za tvrdoglavost i lijenost. Na hrvatskim prostorima, odsobito u Dalmaciji jedna je od najiskorištavanijih životinja.

## Poveznice
- Crvena lista ugroženih vrsta IUCN  Arhivirana inačica izvorne stranice od 26. rujna 2008. (Wayback Machine)
- Činjenice i statistika na Animalinfo